# سپیده جدیری
سپیده جدیری (زاده ۱۳۵۵) شاعر، مترجم و روزنامه‌نگار ایرانی. است که فعالیت ادبی خود را از اواسط دهه هفتاد خورشیدی آغاز کرده و از آن تاریخ تا کنون ده کتاب و مقالات ادبی متعددی از او به چاپ رسیده است.

## زندگی
سپیده جدیری در دوم خرداد ۱۳۵۵ در اهواز به دنیا آمد. خردسال بود که خانواده‌اش به تهران آمدند و او در تهران بزرگ شده است. دانش‌آموختهٔ مهندسی شیمی (طراحی فرایندهای صنایع نفت) از دانشگاه علم و صنعت ایران است. جدیری نخستین شعرهای سپید و بی‌وزن خود را در اوایل دهه هفتاد سرود و در همان سال‌ها شعرهای نیمایی و سپید و داستان‌هایش در نشریات ادبی و فرهنگی مختلف مانند: معیار، کلک، عصر پنجشنبه، نگاه نو و… به چاپ رسید. نخستین کتاب او مجموعه شعری است به نام «خوابِ دختر دوزیست» که در ۱۳۷۹ توسط نشر معیار چاپ شد. چاپ این کتاب در نشریات ادبی ایران انعکاس خوبی یافت و نقدهای متعددی دربارهٔ آن در این نشریات نوشته شد. «منطقی» اولین مجموعه داستان سپیده جدیری است که در سال ۱۳۸۰ توسط انتشارات خورشید سواران منتشر شد. جدیری از ۱۳۸۰ به نوشتن مقاله و ترجمه برای نشریات مختلف پرداخت  و از ۱۳۸۴ به‌طور حرفه‌ای به روزنامه‌نگاری روی آورد. مقالات او در بسیاری از روزنامه‌ها و مجلات از جمله روزنامه‌های نوروز، یاس نو، وقایع اتفاقیه، اعتماد ملی، کارگزاران و مجله‌های نافه، عصر پنجشنبه، بخارا و… منتشر شده است. دو کتاب ترجمه نیز دارد که کتاب نخست گزیده اشعاری است از ادگار آلن پو به نام «کلاغ» که در سال ۱۳۸۵ منتشر شده و کتاب دوم گزیده شعرهای خورخه لوئیس بورخس با نام «تب بوئنوس آیرس» در دست انتشار است. 

## آثار

### شعر
- ۱۳۷۹ - خواب دختر دوزیست، نشر معیار
- ۱۳۸۶ - صورتیِ مایل به خون من، نشر ثالث
- ۱۳۹۱ - دختر خوبی که شاعر است، نشر نگاه
- ۲۰۱۲ (میلادی) - به آغوش دراز نی نشر ناکجا | پاریس
- ۱۳۹۳ - و غیره، نشر بوتیمار
- ۱۳۹۴ - و زیر پوست من پر از جریان‌های خالی ست، نشر اچ اند اس
- ۱۳۹۶ - با کمالِ کنده شدن، انتشار زیرزمینی در ایران

### داستان کوتاه
- ۱۳۸۰ - منطقی، نشر خورشیدسواران

### ترجمه
- ۱۳۸۵ - کلاغ. اشعاری از ادگار آلن پو، نشر ماه‌ریز
- ۲۰۱۴ میلادی - آبی گرم‌ترین رنگ است، داستان مصوری از [[[:en:Julie|Maroh جولی مارو]]]، نشر ناکجا | پاریس

### مقالات
جدیری در مطبوعات مقالات فراوانی دارد که چند مقاله به عنوان نمونه در این‌جا نقل می‌شود.
- ۱۳۸۷ - «مترجم: ویرجینیا وولف»، نگاهی به ترجمه مهدی غبرایی از موج‌های ویرجینیا وولف، روزنامه اعتماد ملی، شماره ۶۴۱، شنبه ۲۱ اردیبهشت ۱۳۸۷، صفحهٔ ۹.
- ۱۳۸۷ - «تجربه شیرینِ کتابفروشی در نمایشگاه»، روزنامه سرمایه، شماره ۷۲۵، چهارشنبه ۱۱ اردیبهشت ۱۳۸۷، صفحهٔ ۱۵.
- ۱۳۸۶ - «نقاشی میان نت‌های موسیقی»، نگاهی به مجموعه شعر «وقتی شبیه عجیب» سروده علیرضا بهنام، روزنامه اعتماد ملی، شماره ۵۶۰، سه شنبه ۲۵ دی ۱۳۸۶، صفحهٔ ۱۲.
- ۱۳۸۶ - «اوج‌گیریِ تخیل به جای بدبینیِ بالاردی»، نگاهی به مجموعه داستان «مرکز خرید خاطره» اثر فرشته ساری، روزنامه کارگزاران، شنبه ۲۲ دی ۱۳۸۶، صفحهٔ ۸.
- ۱۳۸۶ - «اوهام شاعرانهٔ یک روستا»، نگاهی به مجموعه داستان «اژدهاکُشان» اثر یوسف علیخانی، روزنامه اعتماد ملی، شماره ۵۱۶، پنجشنبه ۱ آذر ۱۳۸۶، صفحهٔ ۱۳.
- نگاهی به رمان «با من به جهنم بیا»، اثر ناتاشا امیری، مجله نافه، سال ششم، شماره ۲۶، مرداد – شهریور ۱۳۸۴، صفحات ۲۴ و ۲۵.
- ۱۳۸۲ - «خط سفید ممتد»، نگاهی به مجموعه داستان «ماه مستقیم رفت» اثر علی صمدپور، روزنامه یاس نو، شماره ۸۱، شنبه ۲۴ خرداد ۱۳۸۲.
- ۱۳۸۲ - «صدایی پیچیده در کوچ و ترمه»، نگاهی به زندگی و آثار نصرت رحمانی، همشهری جوان، ۳۰ خرداد ۱۳۸۲، صفحهٔ ۱۳.
- ۱۳۸۱ - «طلسم زن-مرگی»، نگاهی به زندگی و آثار ادگار آلن پو، همشهری جوان، ۹ اسفند ۱۳۸۱، صفحهٔ ۱۵.
- ۱۳۸۰ - «آنجا که اشیاء از خاطراتشان می‌گویند…»، نگاهی به مجموعه شعر «راه به حافظه جهان» اثر مهرنوش قربانعلی، روزنامه آزاد، سه شنبه ۲۷ آذر ۱۳۸۰، صفحهٔ ۶.
- ۱۳۸۰ - «دیگر آسمان این شهر کلاغ ندارد»، نگاهی به مجموعه شعر «وتنم بودی» اثر محمدحسین عابدی، روزنامه توسعه، شماره ۲۶، سه شنبه ۸ خرداد ۱۳۸۰، صفحهٔ ۹.

## نقد و بررسی آثار
آثار سپیده جدیری در مطبوعات مورد نقد و بررسی فروانی قرار گرفته است که به تفکیک آثار به چند نمونه اشاره می‌شود.

### خوابِ دختر دوزیست
- «قوی‌ترین شامه‌ها بوی انسانی را گم کرده‌اند!»، احمد کنفی، روزنامه مردم سالاری، شماره ۱۳۱، سه شنبه ۲۸ خرداد ۱۳۸۱، صفحهٔ ۹.
- «به نام پدر، پسر… و زن!»، رضا شنطیا، هفته نامه پیام نو، یکشنبه ۹ اردیبهشت ۱۳۸۰، صفحهٔ ۷.
- «برگ‌های سبز در مقابل پرهای قرمز»، ری‌را عباسی، روزنامه همبستگی، شماره ۷۱، چهارشنبه ۱۴ دی ۱۳۷۹، صفحهٔ ۱۱.
- «بوته‌های وحشی»، محمد مطلق، روزنامه حیات نو، سال اول، شماره ۹۴، یکشنبه ۳ مهر ۱۳۷۹، صفحهٔ ۶.
- «نقطه‌ای در بیکران»، علیرضا ایرانمهر، روزنامه ایران، شماره ۱۶۲۵، چهارشنبه ۳۰ شهریور ۱۳۷۹، صفحهٔ ۱۲.
- «اتفاق‌های بزرگ زندگی از زبان دختر انگشدونه»، حجت بداغی، روزنامه ایران، شماره ۱۵۹۳، یکشنبه ۲۳ مرداد ۱۳۷۹، صفحهٔ ۱۲.

### صورتیِ مایل به خون من
- «مضحکهٔ احساسات»، علی مسعودی نیا، روزنامه کارگزاران، دوشنبه ۱ بهمن ۱۳۸۶، صفحهٔ ۸.
- «درونمایه و دال»، فرشته ساری، روزنامه اعتماد ملی، شماره ۵۱۴، سه شنبه ۲۹ آبان ۱۳۸۶، صفحهٔ ۱۰
- «منِ تکّه تکّهٔ این زن»، مسعود احمدی، روزنامه اعتماد، ویژه نامه تحلیل خبر «رویداد»، پنج شنبه ۱۰ آبان ۱۳۸۶، صفحهٔ ۲۳.
- «فراروی از گزینش کلمات»، مهری جعفری، روزنامه اعتماد، شماره ۱۴۷۹، شنبه ۱۰ شهریور ۱۳۸۶، صفحهٔ ۱۱.

### منطقی
- «اینِ متفاوت، منطقی به نظر می‌رسد»، عاطفه چهارمحالیان، روزنامه آزاد، شماره ۷۱، سه‌شنبه ۲۱ اسفند ۱۳۸۰، صفحهٔ ۶.
- «روایت عین»، یزدان سلحشور، روزنامه ایران، شماره ۲۰۷۲، چهارشنبه ۱۵ اسفند ۱۳۸۰، صفحهٔ ۲۰.
- «کوشش برای نوسازی داستان»، مریم خراسانی، همشهری تهران، شماره ۳۲، ۷ مهر ۱۳۸۰، صفحهٔ ۱۱.
- «از هفت تا یک»، مهرنوش قربانعلی، روزنامه همبستگی، شماره ۲۵۱، شنبه ۱۷ شهریور ۱۳۸۰، صفحهٔ ۱۲.